# إميل إيغينز
إميل إيغينز (بالنرويجية البوكمول: Emil Irgens)‏ هو مجدف نرويجي، ولد في 2 أغسطس 1883 في كريستيانية في النرويج، وتوفي بنفس المكان في 13 يوليو 1918.

## وصلات خارجية
- إميل إيغينز على موقع الاتحاد الدولي للتجديف (الإنجليزية)
- إميل إيغينز على موقع اللجنة الأولمبية الدولية (الإنجليزية)
- إميل إيغينز على موقع أوليمبيديا (الإنجليزية)